# Pernegg an der Mur
Pernegg an der Mur község Ausztriában, Stájerországban, a Bruck-mürzzuschlagi járásban. 2019 januárjában 2341 lakosa volt.

## Elhelyezkedése

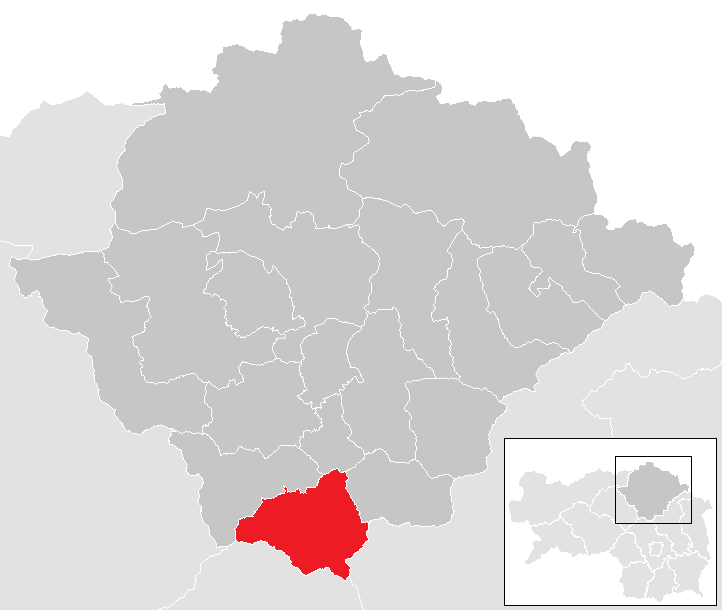
Pernegg an der Mur a Bruck-mürzzuschlagi járásban

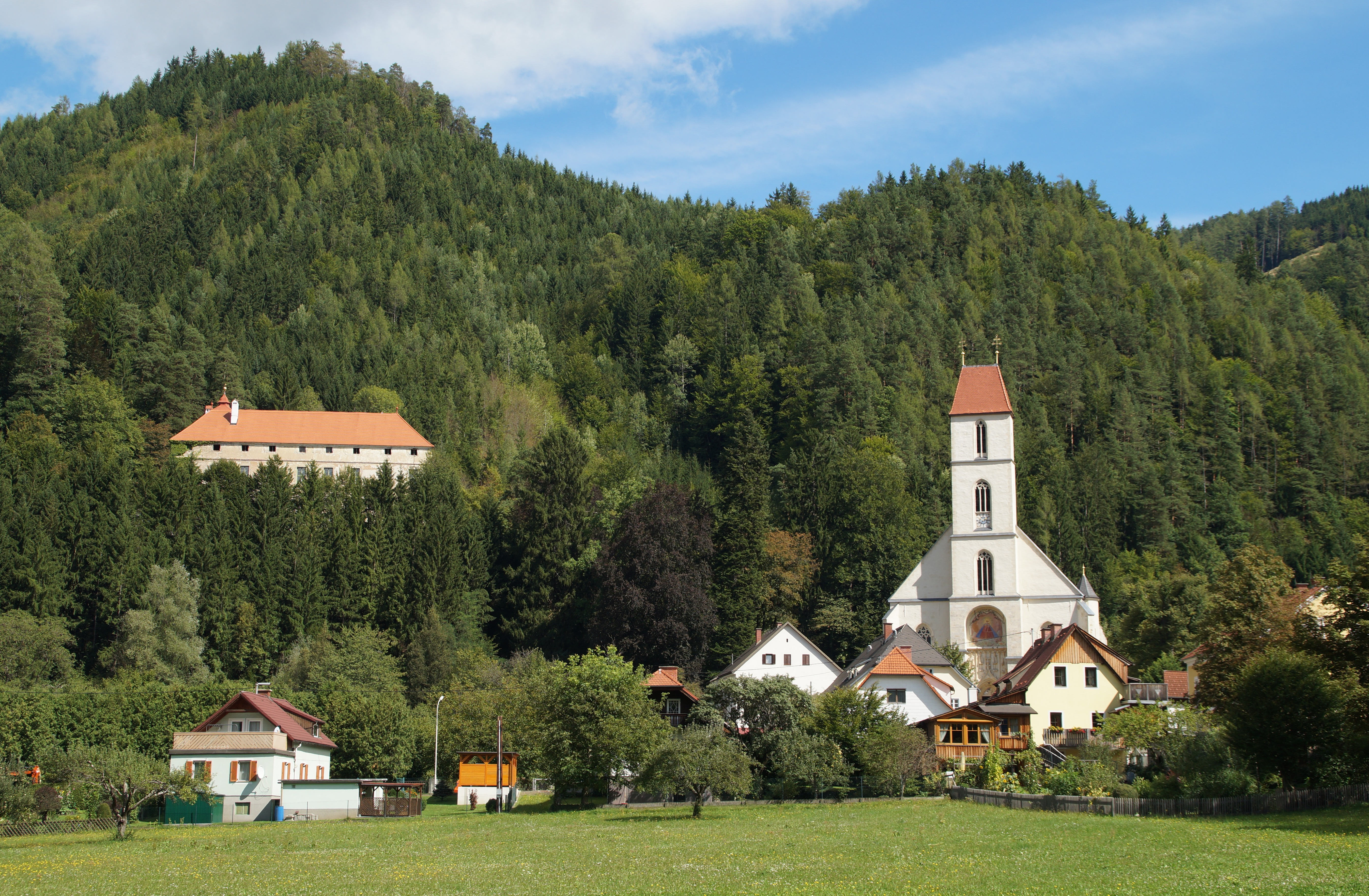
A Szűz Mária-templom és a háttérben a perneggi kastély

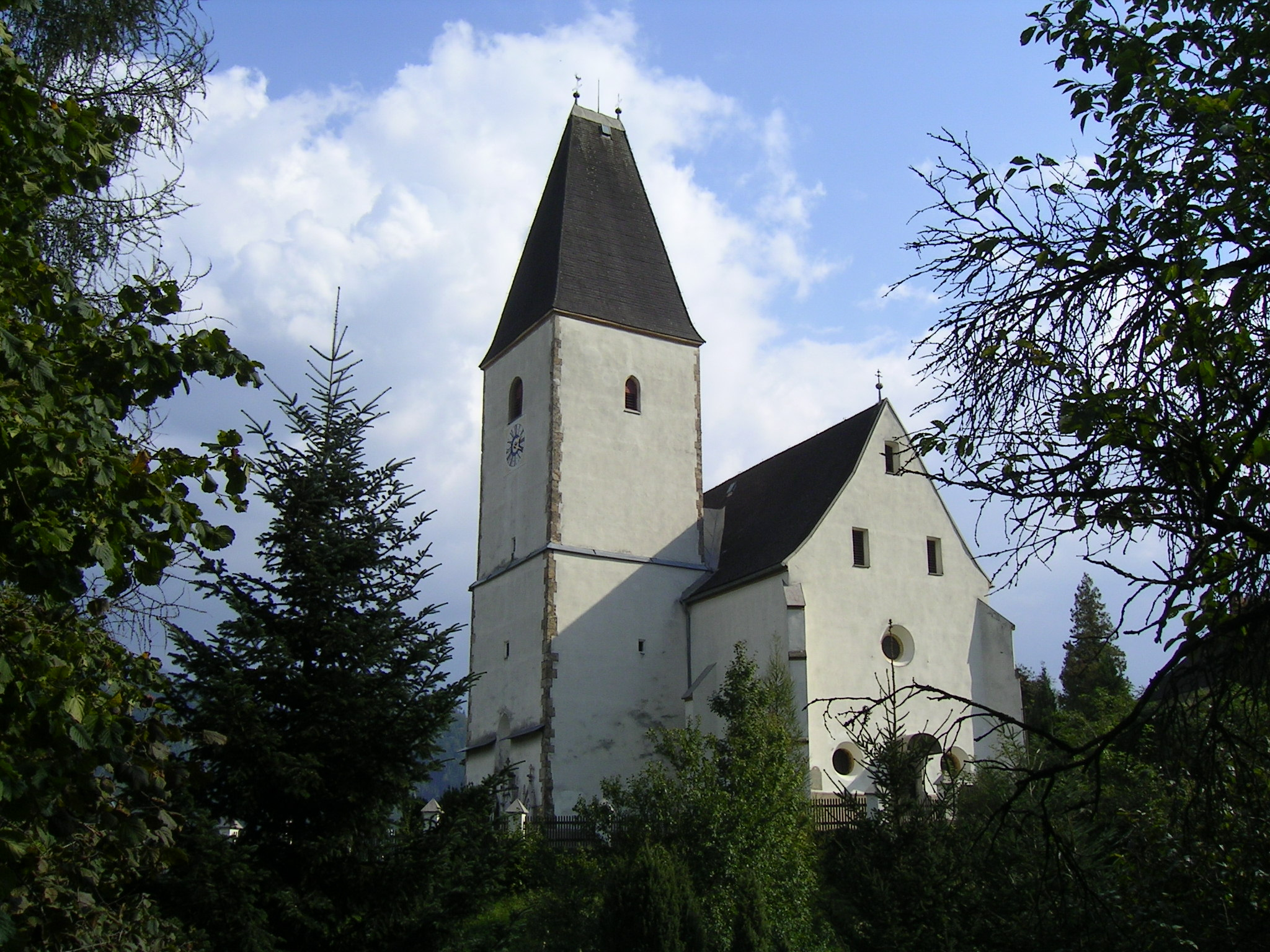
A Szent Miksa-templom

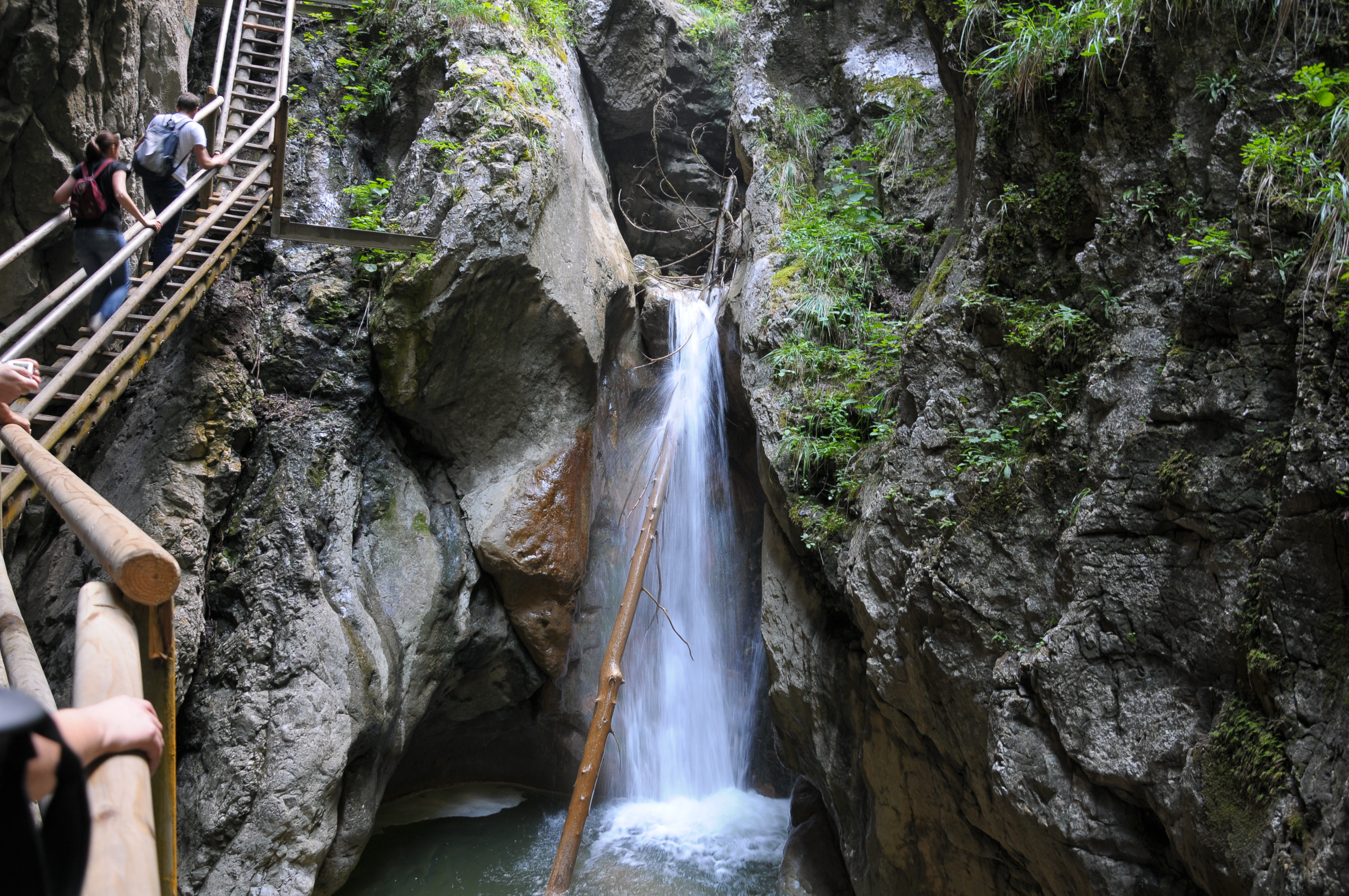
A Medve-szurdok

Pernegg an der Mur Felső-Stájerország keleti részén fekszik, a Mura bal partján, a járási központ Bruck an der Mur-tól délre. Itt található a Stájerországi Elektromos Művek vízierőműve. Jelentősebb hegycsúcsai a Roten Wand (1505 m) és a Röthelstein (1263 m). A községi önkormányzat 8 falut egyesít: Gabraun (90 lakos 2019-ben), Kirchdorf (511), Mautstatt (220), Mixnitz (317), Pernegg (706), Roßgraben (41), Traföß (82) és Zlatten (374).
A környező önkormányzatok: északnyugatra Bruck an der Mur, északra Sankt Marein im Mürztal, északkeletre Breitenau am Hochlantsch, délkeletre Fladnitz an der Teichalm, délre Frohnleiten.

## Lakosság
A Pernegg an der Mur-i önkormányzat területén 2019 januárjában 2341 fő élt. A lakosságszám 1971-ben érte el csúcspontját 3009 fővel, azóta csökkenő tendenciát mutat. 2015-ben a helybeliek 95%-a volt osztrák állampolgár; a külföldiek közül 1% a régi (2004 előtti), 3,2% az új EU-tagállamokból érkezett. 2001-ben a lakosok 83,7%-a római katolikusnak, 5% evangélikusnak, 8,9% pedig felekezet nélkülinek vallotta magát. Ugyanekkor egy magyar élt a községben.

## Látnivalók

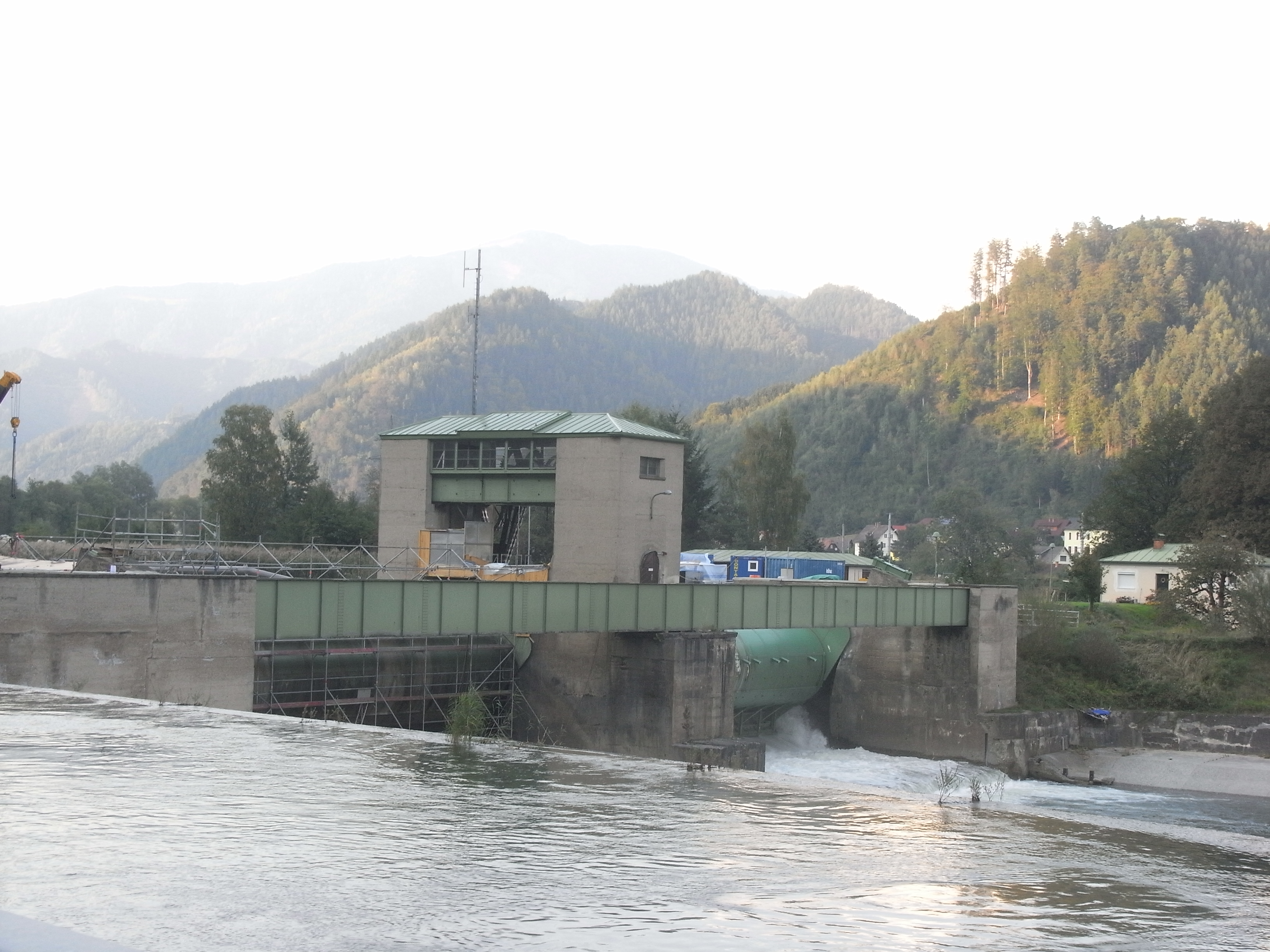
Vízierőmű

- Pernegg várának romjai. A várat először 1143-ban említik, a település róla kapta a nevét.
- A Szűz Mária-kegytemplom 1448-1461 között épült a vár tövében (egy korábbi, 1439-ben emelt templom helyén). 1775-ben belső terét barokk stílusban átépítették. Freskóit Joseph Adam von Mölk festette.
- A perneggi kastély 1578-1582 között épült reneszánsz stílusban a templom fölötti hegyoldalban.
- Kirchdorf gótikus Szent Miksa-plébániatemploma
- Mixnitz környékén található a Drachenhöhle (Sárkánybarlang), ahol az aurignaci kultúrához tartozó ősemberek éltek.
- A Medve-szurdok (Bärenschützklamm) patakos szurdoka 1901 óta turisták számára is kiépített.
- Az 1920-as években épült, ipari műemlék vízierőmű

## Híres perneggiek
- Rudolf Stöger-Steiner von Steinstätten (1861–1921) tábornok, az Osztrák–Magyar Monarchia utolsó hadügyminisztere

## Testvértelepülések
- Winhöring, Németország

## Fordítás
Ez a szócikk részben vagy egészben  a   Pernegg an der Mur című német Wikipédia-szócikk ezen változatának fordításán alapul.  Az eredeti cikk szerkesztőit annak laptörténete sorolja fel. Ez a jelzés csupán a megfogalmazás eredetét és a szerzői jogokat jelzi, nem szolgál a cikkben szereplő információk forrásmegjelöléseként.